# 席艾拉·海蘭
席艾拉·海蘭（英語：Sierra Hyland，1995年3月3日—）是一名出生於美國堪薩斯州的壘球選手，司職投手，目前效力於A1聯賽布索倫戈。她曾隨隊參加2018年中美洲及加勒比海運動會，結果獲得銀牌。

## 外部連結
- 席艾拉·海蘭的X（前Twitter）
- 席艾拉·海蘭的Instagram帳戶